# ネルソン・カレッジ
ネルソン・カレッジ（Nelson College）はニュージーランドのネルソンの男子高校。1856年創立。同校のラグビー部は1870年創立、ニュージーランドで最古の伝統を誇る。
ノーベル化学賞受賞者のアーネスト・ラザフォードやニュージーランド首相を務めたビル・ローリング、ジェフリ・パルマーなど、ニュージーランドを代表するエリートを多数輩出している。